# فرنر أربر
فرنر أربر (ولد في 3 يونيو 1929 في غرينشن بكانتون أرغاو السويسري) هو عالم أحياء دقيقة ووراثة سويسري. تقاسم جائزة نوبل في الطب عام 1978 مع الأمريكيين هاملتون سميث ودانيال ناتان لاكتشافهم إنزيمات الاقتطاع، وهو الاكتشاف الذي أحدث ثورة في تقنيات الدنا معاد الارتباط.

## حياته العلمية
درس أربر الكيمياء والفيزياء في المعهد الفيدرالي السويسري للتقنية في زيورخ بين عامي 1949 و1953، ثم بدأ في عام تخرجه العمل مساعداً في مجال الفحص بالمجهر الإلكتروني بجامعة جنيف، قبل أن ينتقل إلى دراسة العاثيات (الباكتريوفاج)، التي كانت موضوع رسالته للدكتوراة التي حصل عليها من جامعة جنيف سنة 1958.
انتقل آربر بعد ذلك إلى جامعة كاليفورنيا الجنوبية في صيف 1958 ليجري أبحاثاً حول جينيات العاثيات مع جو بيرتاني، وفي أواخر عام 1959 تلقى عرضاً ليعود إلى جامعة جنيف مع مطلع عام 1960، وقد لبى آربر ذلك العرض بالفعل بعد أن قضى «عدة أسابيع مثمرة» (على حد قوله) في مختبرات غونتر ستنت في جامعة كاليفورنيا في بيركلي وجوشوا ليدربرغ في جامعة ستانفورد ومختبرات سلفادور لوريا في معهد ماساتشوستس للتقنية.
ولدى عودة آربر إلى جامعة جنيف، شرع في العمل في مختبر بمعهد الفيزياء، حيث أجرى أبحاثاً مثمرة واستضاف «عدداً من خيرة طلبة الدراسات العليا ودراسات ما بعد الدكتوراه وكبار العلماء»، وفي سنة 1965 رقي إلى درجة أستاذ فوق العادة لعلم الوراثة الجزيئي بجامعة جنيف. وفي سنة 1971 انتقل إلى جامعة بازل، بعد عام قضاه في العمل أستاذاً زائراً في قسم البيولوجيا الجزيئية بجامعة كاليفورنيا في بيركلي. وعقب انتقاله إلى بازل كان آربر من أوائل من عملوا بمركز العلوم الحيوية الذي كان قد أنشئ حديثاً بالجامعة ليضم أقسام الفيزياء الحيوية والكيمياء الحيوية وعلم الأحياء الدقيقة وعلم الأحياء التركيبي وعلم الأحياء الخلوي وعلم الأدوية، ولينشيء تعاوناً بحثياً خلاقاً بين هذه الأقسام وبعضها البعض.

## عضويته في الجمعيات العلمية
آربر هو عضو في المجلس العلمي للحوار المعرفي العالمي (بالإنجليزية: World Knowledge Dialogue)‏ وعضو في الأكاديمية البابوية للعلوم منذ سنة 1981، كما انتخب عضواً بالأكاديمية الأمريكية للفنون والعلوم سنة 1984. وفي يناير 2011 عينه البابا بنديكتوس السادس عشر رئيساً للأكاديمية البابوية للعلوم، ليكون أول بروتستانتي يتبوأ هذا المنصب في التاريخ.

## حياته الشخصية
آربر متزوج وله ابنتان. فرنر أربر هو بروتستانتي متدين، وهو من أنصار التطور الإلهي، يقول 
كما أكد بالإضافة إلى ذلك: «أعرف أن مفهوم الله ساعدني في السيطرة على العديد من الأسئلة في الحياة؛ يرشدني في المواقف الحرجة، وأراه يزداد يقينًا في العديد من التأملات العميقة بجمال سير العالم»

## وصلات خارجية
- فرنر أربر على موقع الموسوعة البريطانية (الإنجليزية)
- فرنر أربر على موقع مونزينجر (الألمانية)
- فرنر أربر على موقع إن إن دي بي (الإنجليزية)
- السيرة الذاتية على موقع جائزة نوبل (بالإنجليزية)
- السيرة الرسمية لفرنر آربر من الموقع الرسمي للأكاديمية البابوية للعلوم (بالإنجليزية)
- شاهد مقابلة مصورة مع فرنر آربر